# Dockvagn

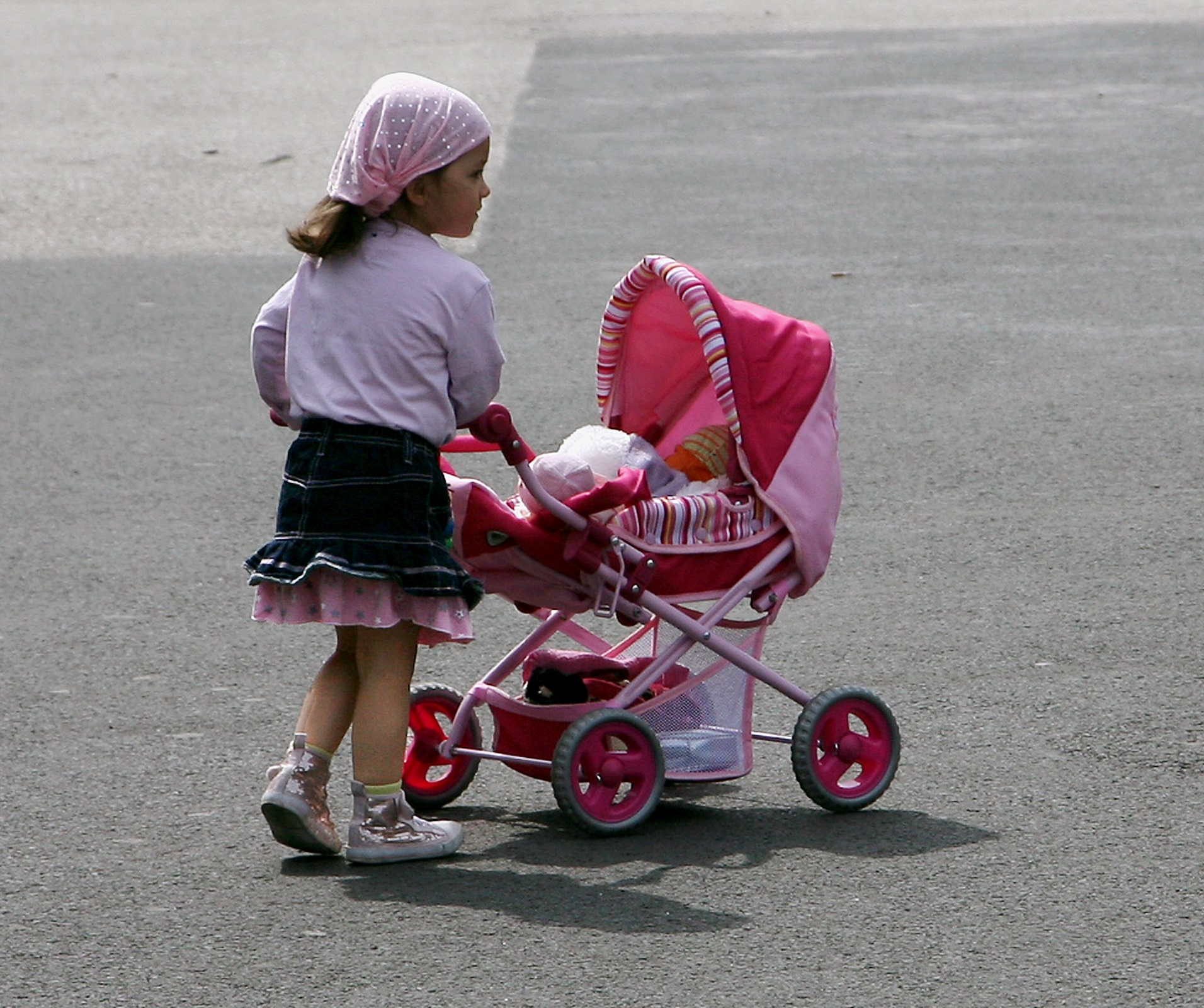
Ett barn drar en dockvagn.

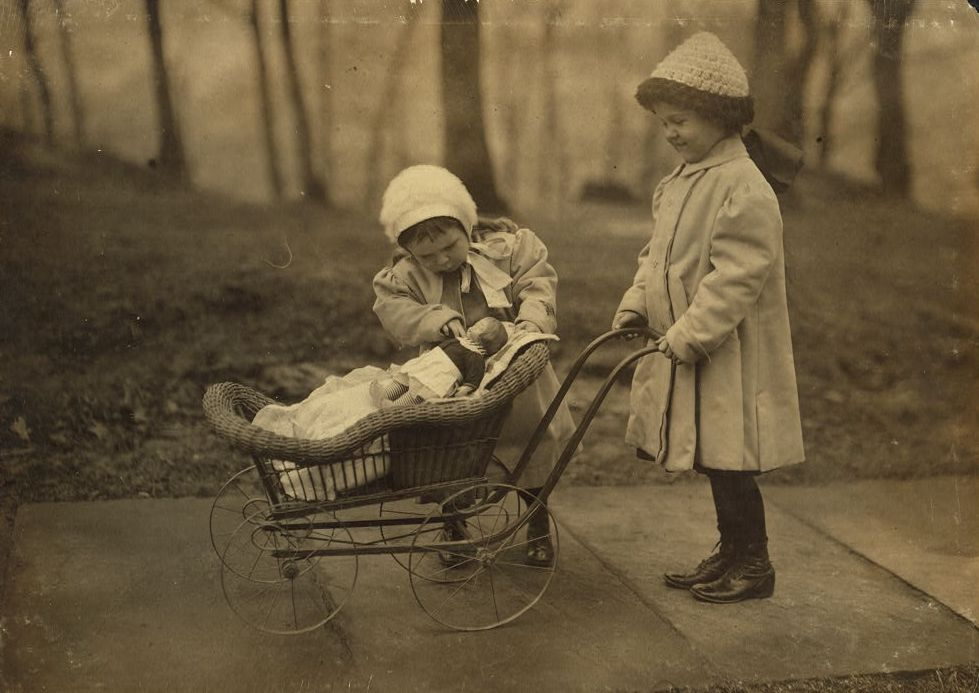
Barn med dockvagn och docka i New York 1912.

Dockvagn är en vagn med 2-4 hjul som är avsedd att förvara och transportera dockor i. Den används främst vid barnens lek, men kan även användas som prydnadsföremål. Dockvagnen kan sägas vara en mindre variant av barnvagnen men avsedd för dockor. Ofta tillverkas de av samma tillverkare som gör barnvagnar och är i princip ofta byggda med samma utseende som de vanliga barnvagnarna, men i mindre format.
Dockvagn är belagt i svenskan sedan 1875.

## Dockvagnen som konstverk
Gunnel Friebergs konstverk "Jannica och dockvagnen" finns sedan 1986 att beskåda på Katarina Bangata på Södermalm i Stockholm.